# Selopajang Timur
Selopajang Timur is een bestuurslaag in het regentschap Batang van de provincie Midden-Java, Indonesië. Selopajang Timur telt 1786 inwoners (volkstelling 2010).